# Torres Blancas (Bogotá)
Las Torres Blancas son un conjunto residencial compuesto por tres torres ubicadas en el barrio Las Nieves de la localidad bogotana de Santa Fe. Cada una mide 97 m de altura y tiene 26 pisos.

## Características
Las Torres Blancas se sitúan en la carrera 4 con calle 24, en el punto inicial de la avenida El Dorado y en el piedemonte de Monserrate, perteneciente a los Cerros Orientales de la ciudad. 
Ocupan la zona sur del desaparecido barrio Independencia, que se eliminó junto al parque del mismo nombre en el marco de la construcción de la avenida El Dorado. Se construyeron en 1975 dentro del plan de densificación del centro de la ciudad, que había perdido parte de su población desde los años 1950. 
Otras viviendas masivas del mismo periodo son las Torres del Parque, las Torres de Fenicia, las Torres Gonzalo Jiménez de Quesada lo mismo que los edificios de la calle avenida 19. En las inmediaciones de las Torres Blancas se encuentran varios edificios de la Universidad Jorge Tadeo Lozano, lo mismo que el barrio Bosque Izquierdo y la Biblioteca Nacional.

## Galería

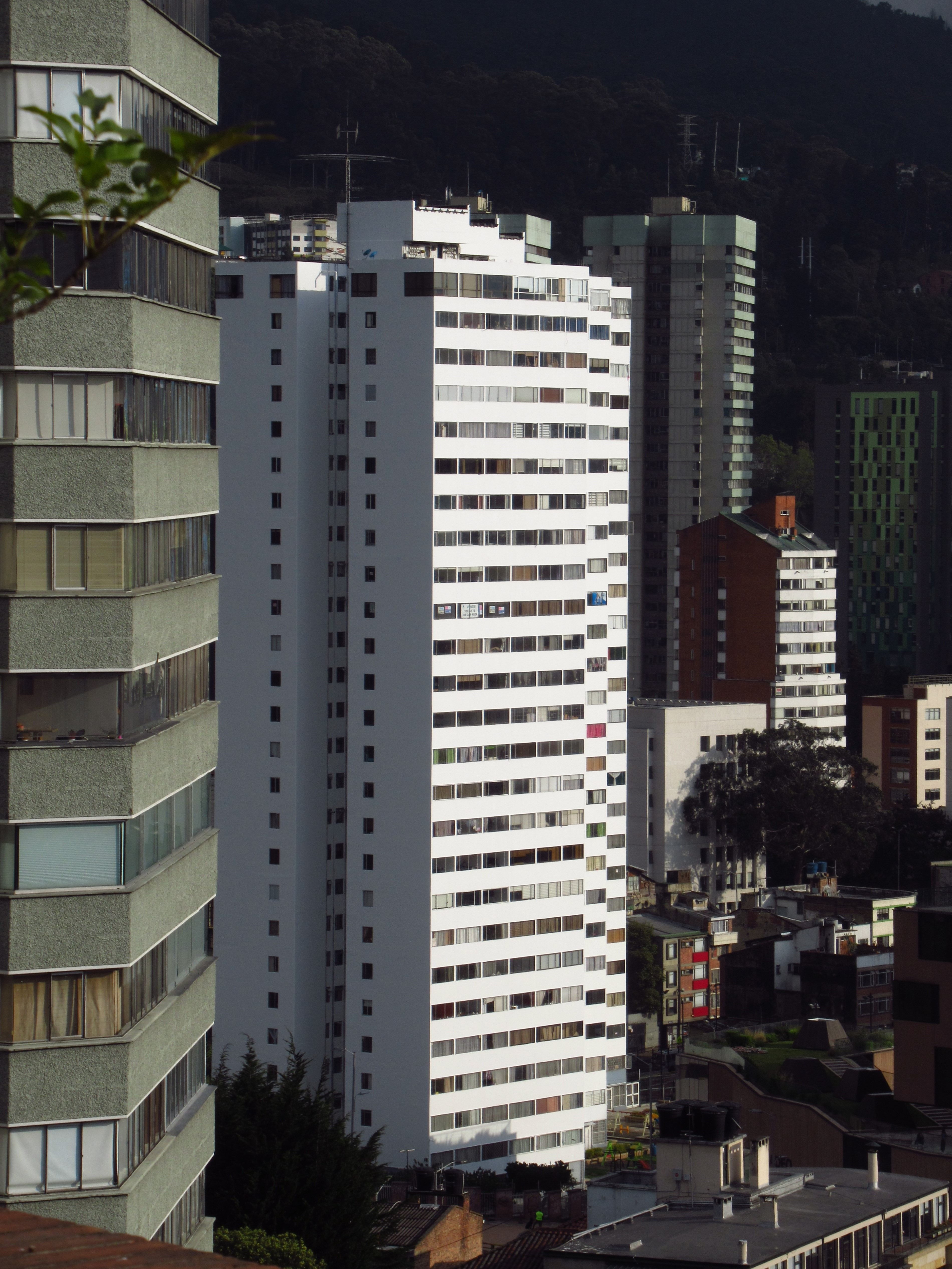
Vista desde el norte, con las Torres de Fenicia
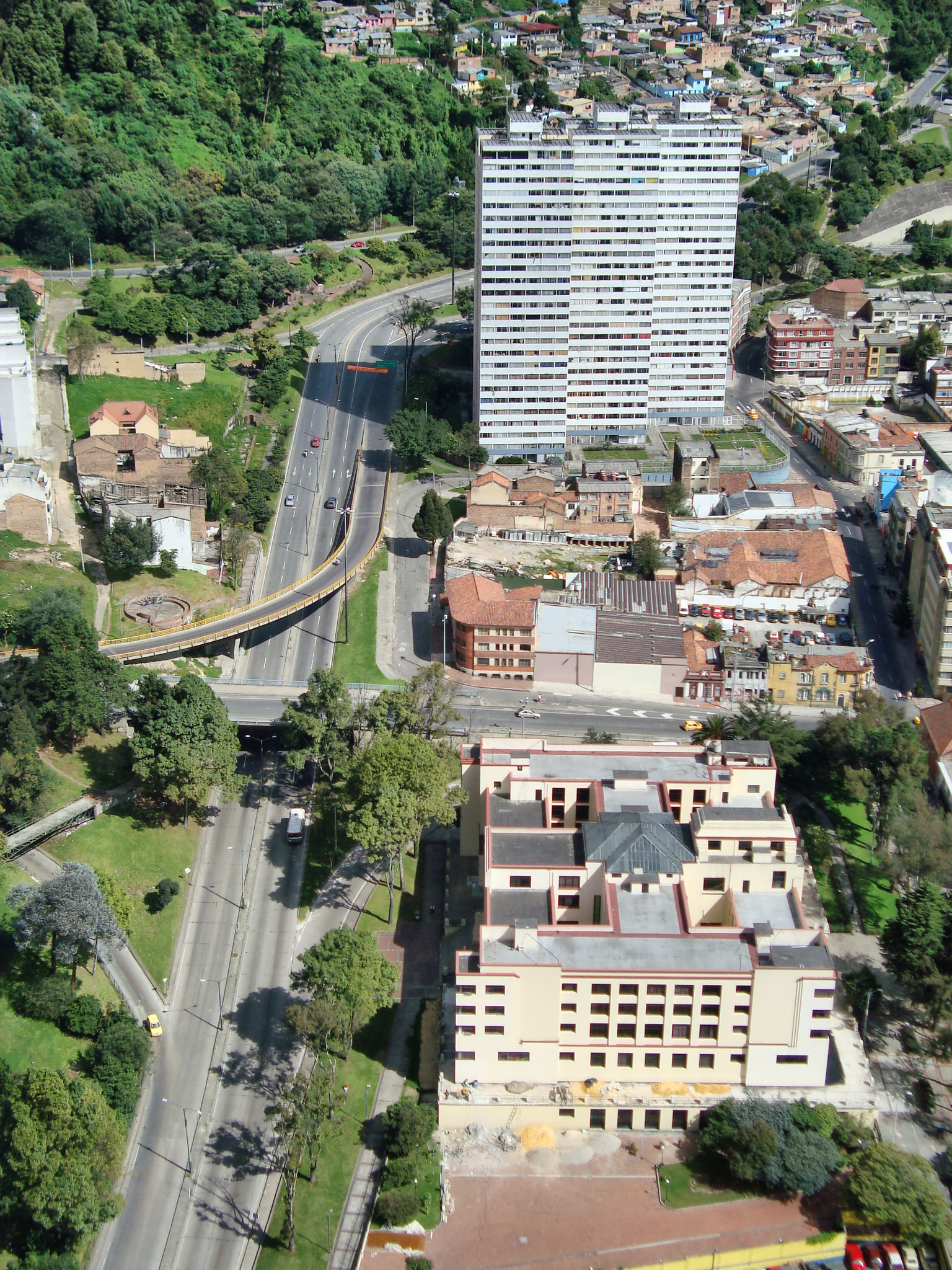
Con la Avenida 26 y la Biblioteca Nacional
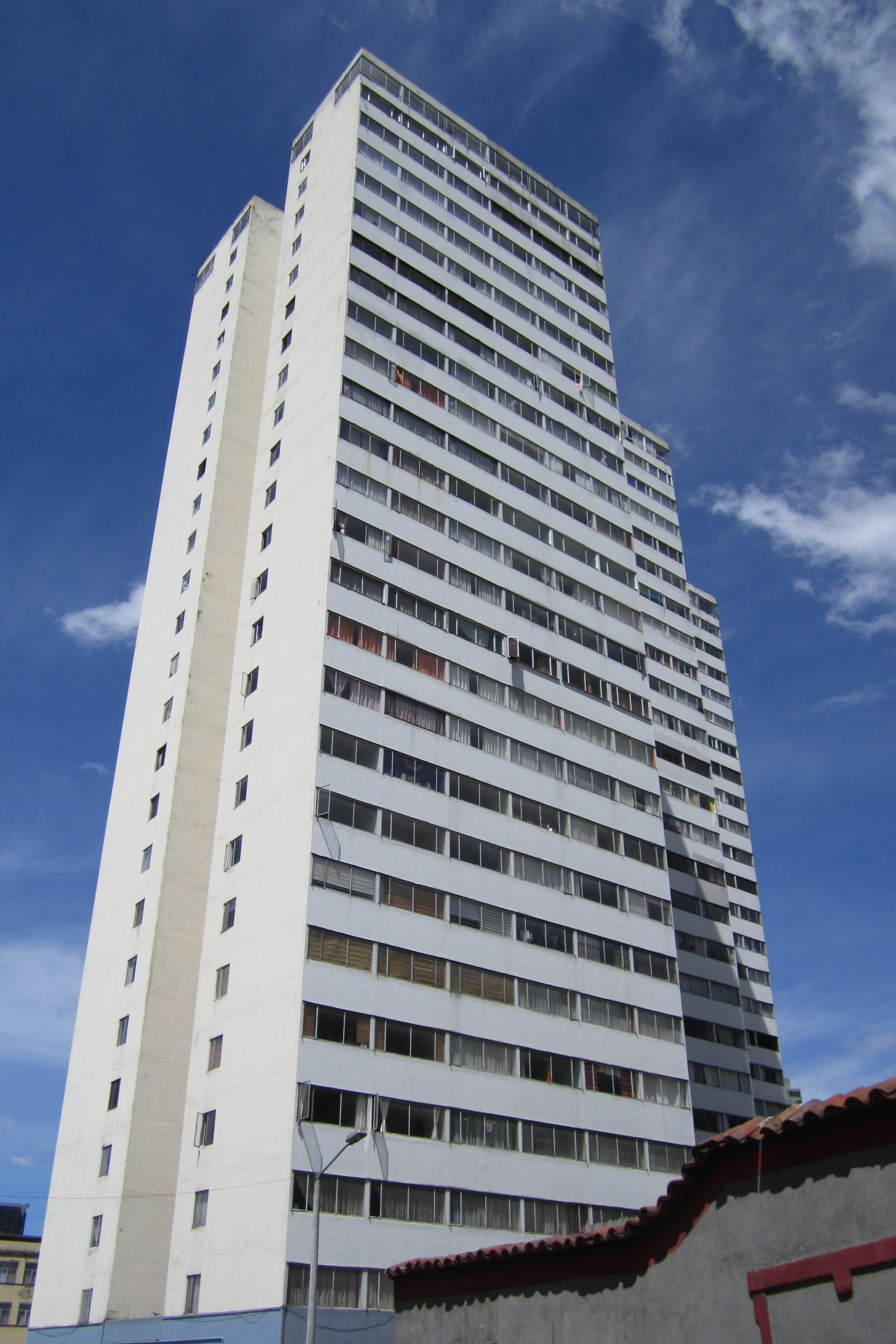
Desde el nivel de la calle